# 澳大利亚签证政策
澳大利亚签证政策自1994年以来即被设定为全球任何国家的护照持有人进入或停留于澳大利亚均需持有签证，无论该签证是由当事人自行申请的，还是由法律自动赋予的。除新西兰外，澳大利亚不签发落地签证。截至2015年，澳大利亚政府没有向任何国家提供免签证待遇的计划。
自2015年9月1日起，澳大利亚停发贴纸式签证，所有签证均记录在电子化的中央数据库中。签证记录只能通过“签证权利在线验证系统” (VEVO) 获取，此乃内政部提供的数字验证服务
。

## 法律权限
有关签证的规则载于《1958年移民法》与《移民规例》中，由澳大利亚内政部主管。

## 签证类型
澳大利亚法律下有许多类别的签证可供申请，供申请人以不同目的入境澳大利亚，包括：
- 访客签证。适用于以旅游或商务目的需要短期访问澳大利亚的人士，有效期为三个月、六个月或十二个月。从2016年底开始，合资格中国公民如果在中国提出申请，最长可以获得十年期签证。[9][10]

- 过境签证（子类别771）。该签证必须在澳大利亚境外申请，适用于希望在澳大利亚过境不超过72小时的人，或前往澳大利亚登上交通工具的船员/机组员。[11]
- 医疗签证（子类别602）[12]
- 打工度假签证（子类别417）[13][14][15]
- 工作及假期签证（子类别462）[13][16]
- 学生签证（子类别500）[17][18]
- 伴侣、未婚伴侣及家庭成员签证，包括伴侣临时签证（子类别309和820）、伴侣移民签证（子类别100和801）、未婚伴侣及未来婚姻签证（子类别300）。家庭成员签证包括儿童、父母、乐龄受养亲属、独孤亲属及照料者[18]。
- 永久居民签证
- 返程居民签证（子类别155和157）[19]
- 特殊类别签证（子类别444）[20][21]
- 前公民签证[22][23][23]
- 亞太經合組織商務旅遊證（APEC 卡)[5]

## 访客签证政策图

| 澳大利亚 特殊类别签证 | E访客或电子旅行授权 E访客 | 电子旅行授权 需申请签证 |

## 电子签证
自2015年起，所有澳大利亚签证均为电子签证，其详情仅储存在澳大利亚移民数据库中，签证资料与护照相关联；不再签发实体贴纸，也不再在护照上盖章。

## 智能闸门（SmartGate）
智能闸门（SmartGate）是澳大利亚新西兰推出的自动化边境处理系统。澳大利亚的智能闸门可供年满16岁或以上且持有下列国家或地区签发的电子护照的合资格持有人使用：
| - 阿根廷 - 奥地利 - 加拿大 - 中國 - 丹麦 - 法國 - 芬兰 - 香港 - 愛爾蘭 - 義大利 - 日本 - 盧森堡 - 澳門 - 马来西亚 - 新西兰 - 新加坡 - 瑞典 - 瑞士 - 臺灣 - 泰國 - 阿联酋 - 英国 - 美国 |

## 《托雷斯海峽條約》下的特別簽證政策
根據澳洲與巴布亞新畿內亞訂立的《托雷斯海峽條約》，部分巴國公民可自由進出澳洲部分區域，無需證照。然而，該等人士必須滿足以下條件：
- 相關人士必須於托雷斯海峽沿岸13條指定村落居住
- 入境目的僅限於「傳統活動」，包括耕作、漁獵、參與各種儀式、解決爭議，以及向當地原住民交易/販賣土特產
- 可自由進出區域僅限於南緯10° 30' S以北的昆士蘭州
- 准循水路入境，並必須報備